# 성요셉상호문화고등학교
성요셉상호문화고등학교는 2018년 개교한 대한민국의 고등학교다.

## 연혁
- 2018년 3월 1일 : 폐교된 옛 성요셉여자고등학교 자리에 개교[1]